# Royaume de Butua
v. 1450 – v. 1683
Entités précédentes :
- Empire du Monomotapa

Entités suivantes :
- Empire rozvi

Le Royaume de Butua (parfois Butwa) (v. 1450 - v. 1683) est un État africain situé dans le sud-ouest de l'actuel Zimbabwe. Fondé au milieu du xve siècle, le royaume est conquis vers 1683 par l'empire rozvi. L'endroit est mentionné pour la première fois par les Portugais en 1512.
À son époque, Butua est réputé chez les marchands Arabes et Portugais pour ses richesses en or. C'est aussi un lieu important d'élevage bovin, et un centre important de commerce, y compris à longue distance : on a retrouvé à Khami des objets provenant de Chine et d'Europe.
Le royaume, dont le dirigeant est appelé Mambo, est gouverné par la dynastie Torwa (en) depuis sa capitale, Khami, située près de l'actuelle Bulawayo ; elle est ensuite remplacée par Danangombe, aussi appelée Dhlo-Dhlo, après que Khami ait été ravagée par un incendie au milieu du xviie siècle. 
Sa population est l'ancêtre du peuple Kalanga. Avec ses bâtiments en pierre, Khami présente de fortes ressemblances architecturales avec le Grand Zimbabwe, la ville capitale du l'empire du Monomotapa. On pense que les Kalanga ont construit Khami, Lusvingo, Mapungugwe et d'autres villes de l'ouest du Zimbabwe et de l'est du Botswana.
Le royaume est présent dans le roman Aline et Valcour du marquis de Sade, publié en 1793.

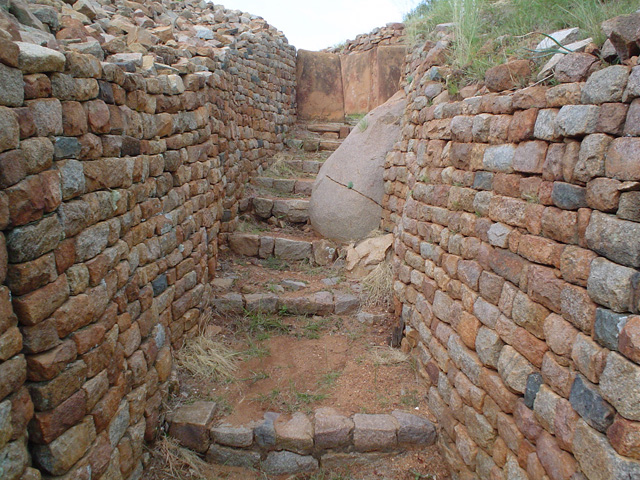
Ruines de Khami.
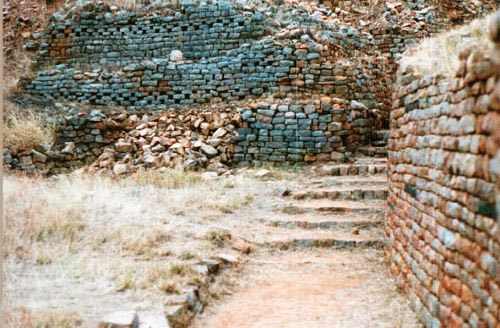
Escalier, Khami.
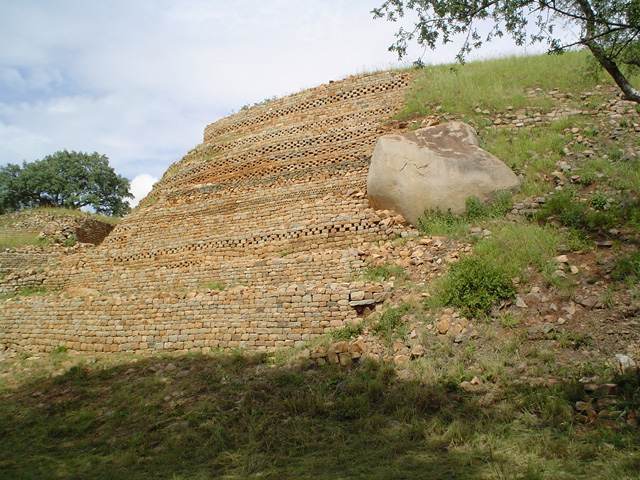
Mur extérieur de Khami.